# パール・リバー駅
パール・リバー駅（Pearl River）は、ニューヨーク州ロックランド郡パール・リバーにあるメトロノース鉄道の駅。

## 概要
ニュージャージー・トランジットのパスカック・バレー線の駅である。
この駅からニュージャージー州ホーボーケン駅までを結んでいる。ニューヨーク州内の鉄道はメトロノース鉄道の所有であるが、列車の運行は全線ニュージャージー・トランジットが行っている。

## パーキング
駐車場は、許可証を得ている170台の車だけが駐車できる。

## 接続
なし